# Choking Victim
A Choking Victim amerikai punkegyüttes. Hardcore és ska punkot játszanak.

## Története
1992-ben alakultak meg New Yorkban, No Commercial Value néven. A zenekar híres lett innovatív zenéjéről és dalszövegeikről. Sátánista imázzsal rendelkeztek, illetve szövegeik többnyire olyan témákat boncoltak, mint a marihuána szívás, bolti lopás és hasonlók. A Sátánt azonban csak a látvány kedvéért használják fel, és voltaképpen nem dicsőítik. Legelső nagylemezüket 1998-ban rögzítették, de csak 1999-ben adták ki. Ugyanebben az évben a zenekar feloszlott, az énekes Stza pedig új zenekart alapított Leftöver Crack néven. Skwert dobos és Ezra gitáros pedig szintén új együttest alapítottak, INDK elnevezéssel. 2000-ben, 2005-ben, 2006-ban és 2012-ben koncertezés céljából újra összeálltak. 2016 óta újból aktív az együttes. Az INDK mellett további mellék-projektek is születtek, Public Serpents, Morning Glory illetve Crack Rock Steady 7 neveken.

## Tagok
- Scott "Stza" Sturgeon - ének, gitár
- Sascha "Scatter" DeBrul - basszusgitár
- John Dolan - dobok
- Skwert - dobok
- Ezra - gitár
- Alec Baillie - basszusgitár
- Shayne Webb - basszusgitár

## Diszkográfia
Több EP-t illetve egyéb albumot megjelentettek, de csak egyetlen stúdióalbumot:
- No Gods No Managers (1999)